# Can Cílio
Can Cílio és una obra del municipi de Sant Boi de Llobregat (Baix Llobregat) inclosa en l'Inventari del Patrimoni Arquitectònic de Catalunya.

## Descripció
Es tracta d'una casa senyorial de planta baixa i pis, entre paret mitgera al seu costat esquerre i fent cantonada al dret. Feta de carreus ben tallats i aparellats amb calç, es presenta pràcticament refeta en la seva major part, dins un esperit neomedieval històricament poc rigorós. Especialment en les parets, finestres, teulada a dues vessants i part inferior dels murs. Les finestres amb arquets gòtics i columnetes estan refetes imitant una tipologia més del segle xv que de les suposadament originals del segle xiv.

## Història
Aquesta casa la va construir el cavaller Jaume Morató que era germà de l'Abadessa de Valdonzella, senyora de la Pobla Arlovina, al segle xiv, quan el camí i la barca de Sant Boi eren el camí obligat per a homes i mercaderies que anaven i venien de Barcelona. Això va convertir a Sant Boi en una ciutat estratègica, la va engrandir i enriquir, i des d'aquesta centúria fins al segle xvii, es va poblar de casals i palauets com el que ens ocupa. Posteriorment, a la mort del cavaller i fins al segle xix va ser convent de monges. Posteriorment va haver una part de la Biblioteca Pública que ha estat traslladada aquest mateix any al seu nou emplaçament i resta buida encara la part que ocupava. L'altra part són habitatges.